# 溜池ゴロー
溜池 ゴロー（ためいけ ゴロー、1964年3月28日 - ）は、日本のAV監督。SODクリエイト社外取締役。
「熟女=おばちゃん物」というイメージを覆し「美熟女」という言葉を打ち出してブームを巻き起こした。「熟女」をAVの確立された一ジャンルとして定着させた立役者。夫人は元AV女優の川奈まり子。自身が立ち上げた企業名と同名ということもあり、高井ノリマサの名義も使用する。

## 経歴
大阪府東大阪市出身。明治大学法学部卒業。明治大学在学中から自主映画を製作。そのまま映像制作会社に就職した。『裸の大将放浪記』の助監督などを経てフリーのAV監督となる。そのまま助監督で終わりそうだったこと、共演女優の後押しがきっかけだったという。
フリーのAV監督となる。ソフト・オン・デマンドで企画有頂天とのコンビによる「○○ペット」シリーズをヒットさせる。他社がやっていない当時キワモノとされていた熟女作品を最初に手掛けたのもこの時期で、のちに「美熟女」の単語も作り出す。なお美熟女作品第1弾に起用したのが、後年夫人となる川奈まり子である。
2001年、TOHJIRO率いるドグマに創設メンバーとして参加するが2002年4月に独立、溜池オフィスを設立。主にケイ・エム・プロデュース（KMP）やレアル・ワークス、MOODYZで作品をリリースしていた。
2006年2月13日、熟女系AVメーカー・溜池ゴローを設立、セミリタイア状態であった金子里沙を起用した。
2009年、ソラリスより新しいヌキネタジャンルとして妄コンを発表。新生代のセクシー・イメージビデオを提唱する。

## 著書
- SEX会話力（小学館101新書）（2011年8月1日、小学館）ISBN 978-4098251179
- モテの流儀 モテる男の何気ない習慣（2012年3月20日、アスペクト）ISBN 978-4757220522
- AV女優のお仕事場（2013年5月9日、ベストセラーズ）ISBN 978-4584124086
- 軽自動車に乗る人妻はなぜ不倫に走るのか？（2013年5月15日、双葉社）ISBN 978-4575154146
- 溜池家の流儀 AV夫婦の仲良し(秘)夫婦生活（2015年、双葉社）※川奈まり子との共著 ISBN 978-4575308754